# Tachardina gripha
Tachardina gripha är en insektsart som beskrevs av Jack Munting 1966. Tachardina gripha ingår i släktet Tachardina och familjen Kerriidae. Inga underarter finns listade i Catalogue of Life.